# Ricardo Lobo
Ricardo Lobo (Campinas, 20 mei 1984) is een Braziliaans voormalig voetballer die als aanvaller speelde.

## Carrière
Ricardo begon zijn carrière in 2004 bij Guarani FC. Hij tekende in 2010 bij Tochigi SC in de J2 League. Hij speelde 67 wedstrijden waarin hij 28 doelpunten maakte. Hij tekende in 2012 bij Kashiwa Reysol in de J1 League. In de zomer van 2012 werd hij verhuurd aan JEF United Chiba. Ricardo speelde 2014 en 2016 voor Ehime FC en Tochigi SC.